# Anarchy in the age of dinosaurs
Anarchy in the Age of Dinosaurs (Anarquía en la edad de los dinosaurios) es un libro escrito por el colectivo Curious George Brigade, dentro de la red de colectivos anarquistas postizquierda de CrimethInc.. Ellos expresan su punto de vista así "Por dinosaurios, nosotros queremos decir el Capitalismo, el Estado, las jerarquías, y muchas otras encarnaciones de la autoridad. ¿¡Que puede venir después de los dinosaurios?! Una triunfante descentralización, caos, apoyo mutuo y alas de mariposas, entre otras cosas. Este libro trae hacia la luz tácticas y estrategias por una resistencia efectiva contra los dinosaurios de hoy."
Mientras el colectivo Curious George Brigade articula una visión expresamente anarquista, ellos no intentan promover el anarquismo como una ideología. Su libro empieza con un corto prólogo titulado, "Como olvidé la Guerra Civil Española y aprendí a amar la Anarquía". Ellos escriben que "en el momento que la anarquía se vuelve en Anarquismo de A Mayúscula, con todas las plataformas necesarias y un profundo trasfondo histórico, esta es transformada de una actividad de una gente hacia otra ideología rancia para vender en el mercado." Ellos describen su visión como una visión colectiva, DIY, inclusiva, antisectaria y flexible y la llaman "folk anarchy, un nombre, de todos modos arbitrario por una multitud de acciones tomadas para erosionar la coacción de la autoridad. Ellos creen que " no hay secretos para la revolución, una grande dialecta ni una teoría maestra." Las Revoluciones " son tan perpetuas como los cambios de estaciones."

## Detalles de la publicación
- Curious George Brigade, Anarchy in the age of dinosaurs. Mosinee, Wisconsin: Yellow Jack Distro, 2003. OCLC 56579664
- Curious George Brigade, DIY von Anarchie und Dinosauriern. Münster Unrast 2006. ISBN 3-89771-444-2 ISBN 978-3-89771-444-1 OCLC 181519624
- Curious George Brigade, Анархия в эпоху динозавров. Гилея publisher, «Час Ч» series, 2010. ISBN 978-5-87987-060-2